# Le Pallet
Le Pallet là một xã trong vùng hành chính Pays de la Loire, thuộc tỉnh Loire-Atlantique, quận Nantes, tổng Vallet. Tọa độ địa lý của xã là 47° 08' vĩ độ bắc, 01° 20' kinh độ đông. Le Pallet nằm trên độ cao trung bình là 37 mét trên mực nước biển, có điểm thấp nhất là 2 mét và điểm cao nhất là 52 mét. Xã có diện tích 11,75 km², dân số vào thời điểm 1999 là 2394 người; mật độ dân số là 204 người/km².

## Thông tin nhân khẩu
| 1962  | 1968  | 1975  | 1982  | 1990  | 1999  | 2007  |
| ----- | ----- | ----- | ----- | ----- | ----- | ----- |
| 1.371 | 1.442 | 1.507 | 1.857 | 2.070 | 2.394 | 2.575 |

## Nhân vật nổi tiếng
- Pierre Abélard

## Địa điểm tham quan
- Nhà thờ Sainte-Anne
- Nhà thờ Saint-Jean du Goheaux
- nhà thờ Saint-Michel